# أباثيا
أباثيا (بالإنجليزية: Apatheia)‏ أو التحرر من الانفعالات، في الفلسفة الرواقية، يشير المصطلح إلى حالة ذهنية يكون فيها الشخص غير مضطرب أو منفعل بالعواطف أو الانفعالات. ووفقًا للرواقيين، كانت "الأباثيا" هي الصفة التي تميز الحكيم.
وفي حين أن أرسطو قد ادعى أن الفضيلة توجد في الوسط الذهبي، أي الاعتدال في الشيء من غير إفراط أو تفريط، أي أنه الوسط المرغوب بين النقيضين، فإن الرواقيين كانوا يعتقدون أن العيش بفضيلة يمنح الحرية من العواطف، مما يؤدي إلى حالة الأباثيا.